# Ramon Folc de Cardona (beat)
Ramon Folc de Cardona (Arbeca?, les Garrigues segle xv - Saragossa, 1519) fou, segons el santoral de l'Orde de la Mercè, un frare mercedari, venerat com a beat al si de l'orde.

## Hagiografia
Segons aquestes fonts, era fill de Joan Ramon Folc IV de Cardona, primer duc de Cardona, estava destinat a la vida a la cort, però va voler ser religiós i es va fer frare de l'Orde de la Mercè al convent de Barcelona. Humil i virtuós, per la seva fama de santedat, fou conseller dels Reis Catòlics i fou elegit, en 1504, bisbe de Conca. Ramon, però, hi refusà per humilitat i continuà fent vida de frare, fins a morir al Reial Convent de Sant Llàtzer dels mercedaris de Saragossa en 1519.

## Historicitat
No obstant les dades hagiogràfiques, sabem del cert que cap dels fills del primer duc de Cardona es digué Ramon, ni cap membre del casal dels Cardona morí en 1519, ni cap bisbe de Conca inicià el seu bisbat en 1504 o morí poc abans. Si, segons el santoral, morí al convent de Saragossa (llavors el de San Lázaro), es trobaria ressenyat a Gloriosa fecundidad de Maria en el campo de la Catolica Iglesia: descripcion de las excelencias è ilustres hijos del Real Convento de San Lázaro de la ciudad de Zaragoça ..., crònica del convent escrita per Francisco de Neyla al final del segle xvii i on esmenta un considerable nombre de frares mercedaris vinculats a la fundació fins a mitjan segle xvii. A l'obra no surt citat cap Ramon de Cardona, ni cap membre d'aquesta família i ni tan sols cap frare destacat mort en 1519 o que fou designat bisbe.
Sembla, doncs, que aquest Ramon de Cardona no hagi existit realment i, potser, es tracta d'una llegenda pietosa sense fonament històric, tal vegada basada en la vida d'algun altre membre dels Cardona sense identificar. Així, alguns dels pretesos germans del llegendari Ramon sí que foren bisbes: Enric de Cardona i Enríquez, fill del primer duc, ho fou de Barcelona i el seu germà Lluís, de Tarragona.